# Poder aéreo
Pode-se definir poder aéreo em dois sentidos:
- Sentido amplo - É a potencialidade de uma nação para a efectiva exploração do seu espaço aéreo, compreendendo um conjunto de elementos que são as componentes do poder aéreo
- Sentido restrito - É a capacidade de utilização do ambiente aéreo, empregando meios aéreos de combate e apoio imediato, ou seja, tudo o que aumente a capacidade de conquistar e assegurar a liberdade de utilizar o seu espaço aéreo privando o adversário de ele operar com total liberdade e tornar impossível ou limitar os movimentos de superfície.

No sentido restrito, o poder aéreo tem as seguintes características:
- Velocidade
- Alcance
- Poder de fogo
- Poder de manobra

Que, respectivamente, correspondem às seguintes capacidades:
- Flexibilidade
- Poder de penetração
- Capacidade de destruição
- Mobilidade.

## Componentes do poder aéreo
Consideram-se componentes do poder aéreo um conjunto de elementos que uma nação tem ao seu dispor para a efectiva exploração do seu espaço aéreo.
Os elementos a considerar são os seguintes:
- Força Aérea
- Aviação civil
- Infraestruturas aeronáuticas
- Indústrias aeronáuticas
- Investigação aeronáutica